# فرانسیسکو فئیلاسر
فرانسیسکو فئیلاسر (انگلیسی: Francisco Feuillassier؛ زادهٔ ۱۲ مهٔ ۱۹۹۸) بازیکن فوتبال اهل آرژانتین است.
از باشگاه‌هایی که در آن بازی کرده‌است می‌توان به باشگاه فوتبال رئال مادرید اشاره کرد.